# Ganigan López
Ganigan López (* 12. November 1981 in Municipio Amecameca, México, Mexiko) ist ein mexikanischer Boxer im Halbfliegengewicht und aktueller Weltmeister des WBC. Er ist Rechtsausleger.

## Profikarriere
Bei seinem Debütkampf am 7. August 2003 bezwang López Gabriel Ramirez nach Punkten einstimmig über 4 Runden. Sein 2. Kampf, welcher noch im selben Jahr gegen Oscar Saturnino stattfand, brachte dasselbe Ergebnis. Das direkte Rematch gegen Saturnino verlor López nach Punkten und musste somit bereits in seinem 3. Kampf seine 1. Niederlage hinnehmen.
López errang Ende Juli des Jahres 2007 den vakanten WBC-Latino-Titel, als er Vicente Hernandez ein einem auf 12 Runden angesetzten Gefecht in Runde 9 durch technischen K. o. stoppte. Diesen Titel verteidigte er anschließend zweimal gegen Vicente Hernandez jeweils durch Knockout. In seinem nächsten Fight, am 21. März 2009, verlor er den Titel an Jose Alfredo Zuniga, der mit diesem Kampf sein Profidebüt gab, über 12 Runden durch geteilte Punktrichterentscheidung, erkämpfte sich jedoch im Juli desselben Jahres gegen Zuniga im direkten Rückkampf den vakanten WBC Caribbean Boxing Federation Title (CABOFE) mit einem T.-K.-o.-Sieg in der 3. Runde.
Im Jahre 2010 holte sich López jeweils in einem Kampf gegen Gerardo Pionon sowohl den WBC-Latino-Gürtel, den er schon mal innehatte, als auch gegen Omar Soto den vakanten Silber-Titel der WBC. Den WBC-Silber-Titel verteidigte er im Jahre 2011 gegen Armando Torres nach Punkten über 12 Runden und gegen Omar Rosales durch technischen K. o. in Runde 7.
Ende Oktober im Jahr 2015 machte López einen Ausflug ins Fliegengewicht und erkämpfte sich dort den Latino-Titel des Verbandes WBC, indem er Juan Luis Lopez durch T.K.o. bezwang. Am 4. April des darauffolgenden Jahres trat López gegen den Japaner Yū Kimura um die WBC-Weltmeisterschaft im Halbfliegengewicht an. López konnte dieses Gefecht durch Mehrheitsentscheidung für sich entscheiden und somit seinen bisher größte Erfolg als Boxer feiern.